# Избори за одборнике Скупштине општине Краљево 2003.
Избори за одборнике Скупштину општине Краљево. Избори су по први пут одржани по пропорционалном систему према новом Закону о локалној самоуправи из 2002. години.

## Резултати[1]
| Странка                       | Гласови |
| ----------------------------- | ------- |
| Српска радикална странка      | 6.787   |
| Српски покрет обнове          | 6.494   |
| Демократска странка           | 5.520   |
| Демократска странка Србије    | 5.497   |
| Г17 плус                      | 4.818   |
| Социјалистичка партија Србије | 3.563   |
| Демохришћанска странка Србије | 2.373   |
| Нова Србија                   | 1.739   |
| Остали                        | 8.463   |
| Укупно                        | 48.532  |
| Регистровани гласачи          | 101.521 |

## Владајућа већина[2]
Нову владајућу већину сачињавали су Српски покрет обнове, Демократска странка Србије, Г17 плус, Демохришћанска странка Србије и Нова Србија. За новог председника скупштине општине изабран је Дејан Миловић из ДСС-а